# Papiro 14
O Papiro 14 ({\displaystyle {\mathfrak {P}}}14) é um antigo papiro do Novo Testamento que contém fragmentos dos primeiros três capítulos da Primeira Epístola aos Coríntios (1:25-27; 2:6-8; 3:8-10.20).